# Station Raalte
Station Raalte is het station van Raalte in de Nederlandse provincie Overijssel. Het ligt centraal tussen Raalte-Noord en -Zuid. Het station is gelegen aan de spoorlijn Zwolle - Almelo en werd op 1 januari 1881 geopend. Vanaf dit station vertrekt er elk het halfuur een sprinter van Keolis Blauwnet in beide richtingen. Naast de sprinter vertrekt er elk uur een intercity van Keolis Blauwnet in beide richtingen.
Van 1910 tot 1935 had Raalte een directe spoorverbinding met Deventer en Ommen, aangelegd door de OLDO. Op 15 mei 1935 werd de spoorlijn gesloten wegens onvoldoende belangstelling en kort daarna opgebroken. Plannen om de lijn vanaf Ommen door te trekken naar Hoogeveen en de lijn daarmee meer levensvatbaarheid te geven zijn nooit uitgevoerd.

## Gebouw
Het huidige stationsgebouw verving in 1978 dat uit 1881. In 1995 werd een cafetaria geopend in de wacht- en loketruimte. Sinds 2004 is het gehele stationsgebouw ingericht als snackbar. De spoorvervoerder is er niet meer gevestigd.

## Verbouwing 2025
In mei 2025 zijn de stations van Raalte en Heino compleet vernieuwd. De oude stations waren te klein voor het aantal reizigers dus hebben er ingrijpende wijzigingen plaatsgevonden. Het oude eilandperron is verwijderd en er zijn nieuwe zijperrons aangelegd. De nieuwe ingang van het station komt uit in de nieuwe fietstunnel die uitkomt op de Monumentstraat. 

## Afbeeldingen

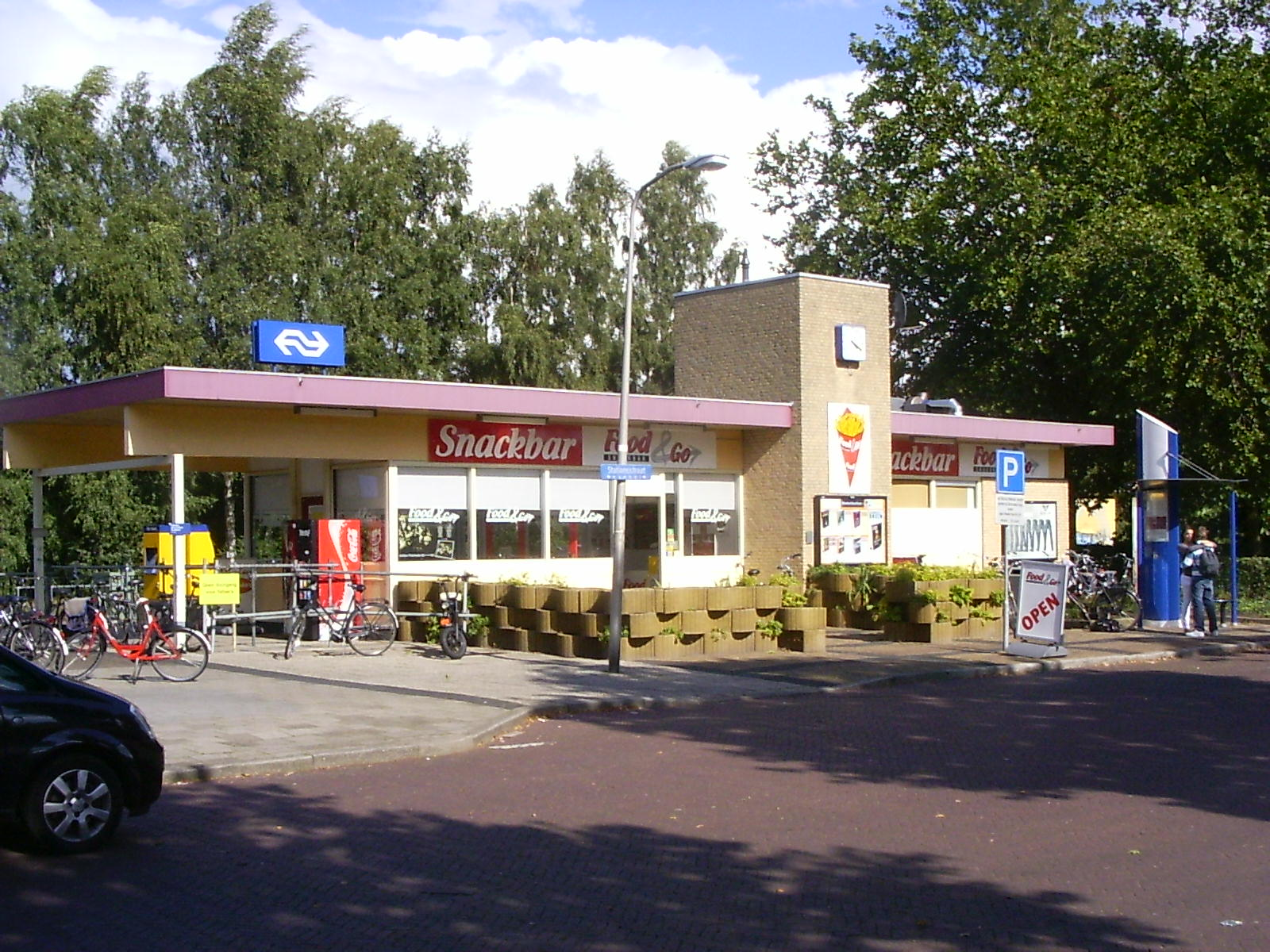
Station in 2007
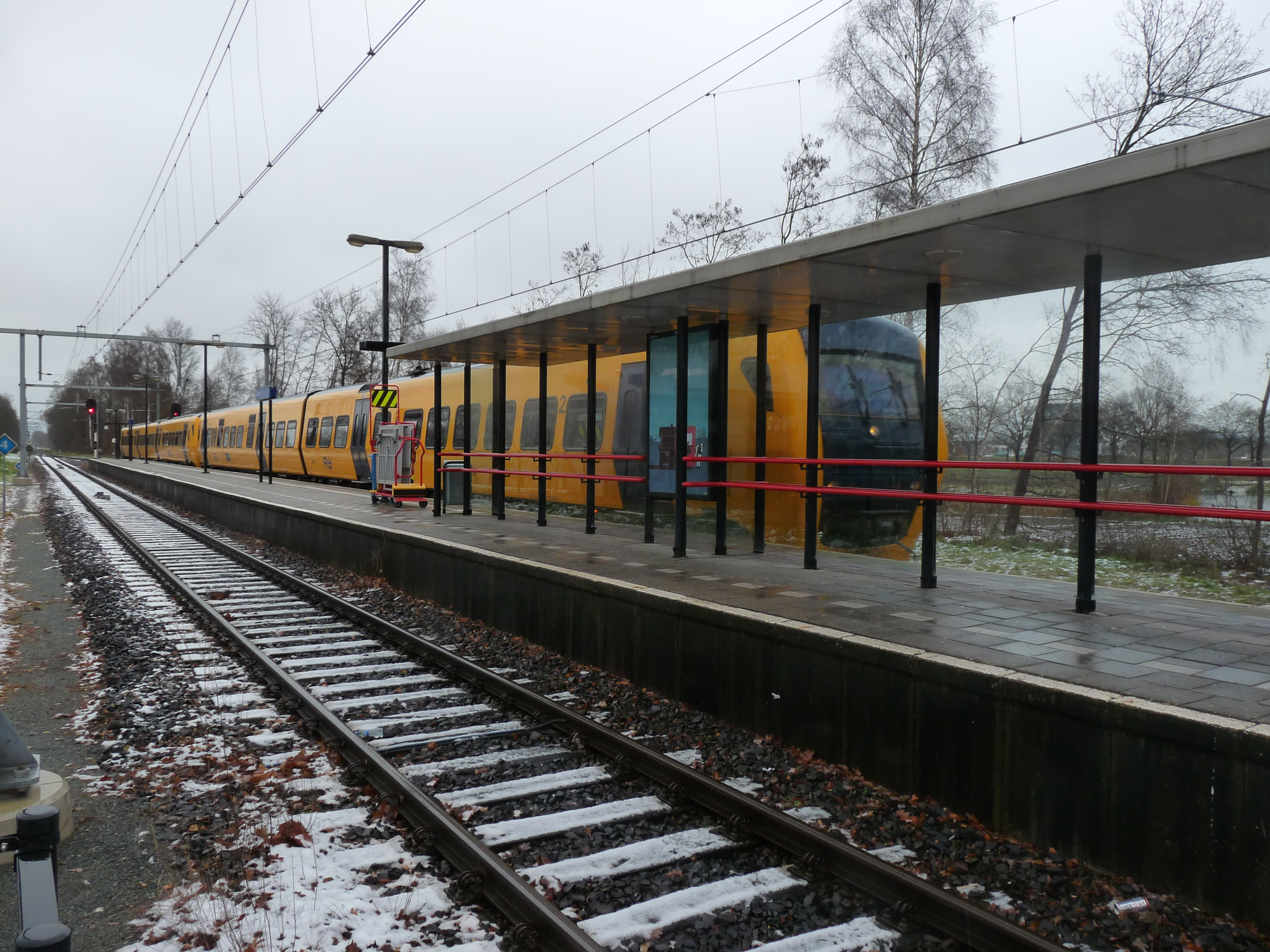
Buffel op het station
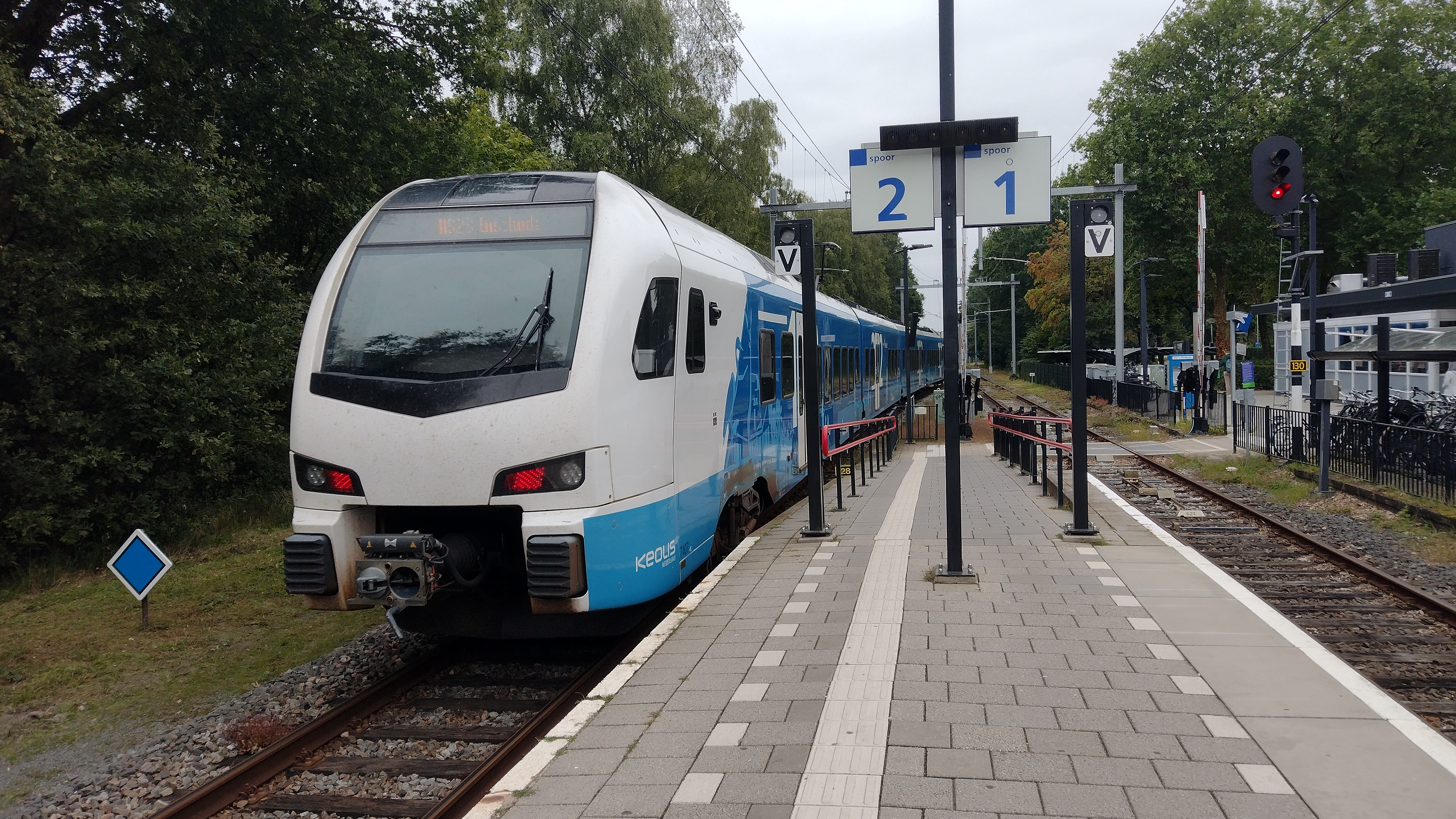
Keolis FLIRT op het station
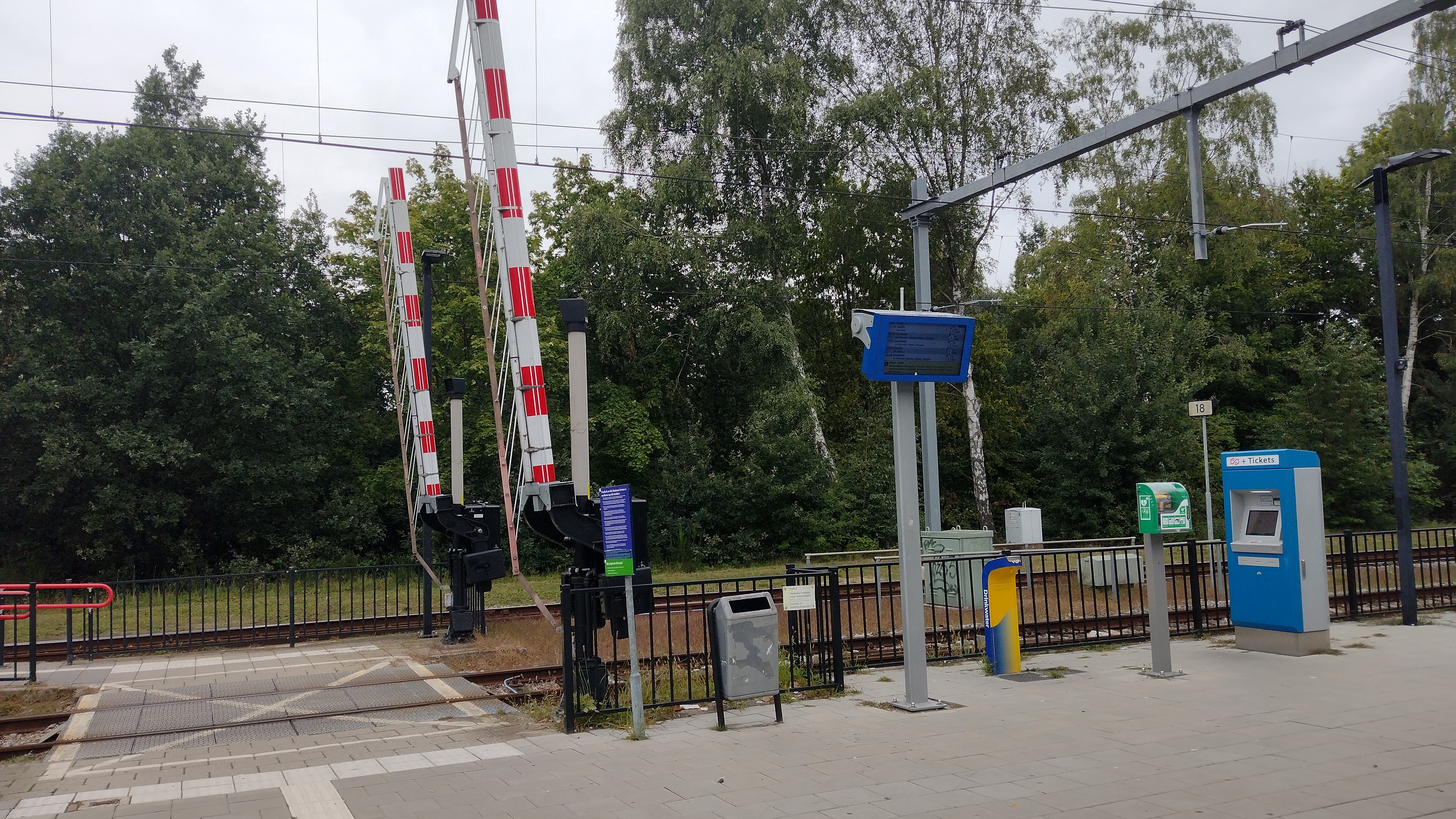
Spoorwegovergang op het station
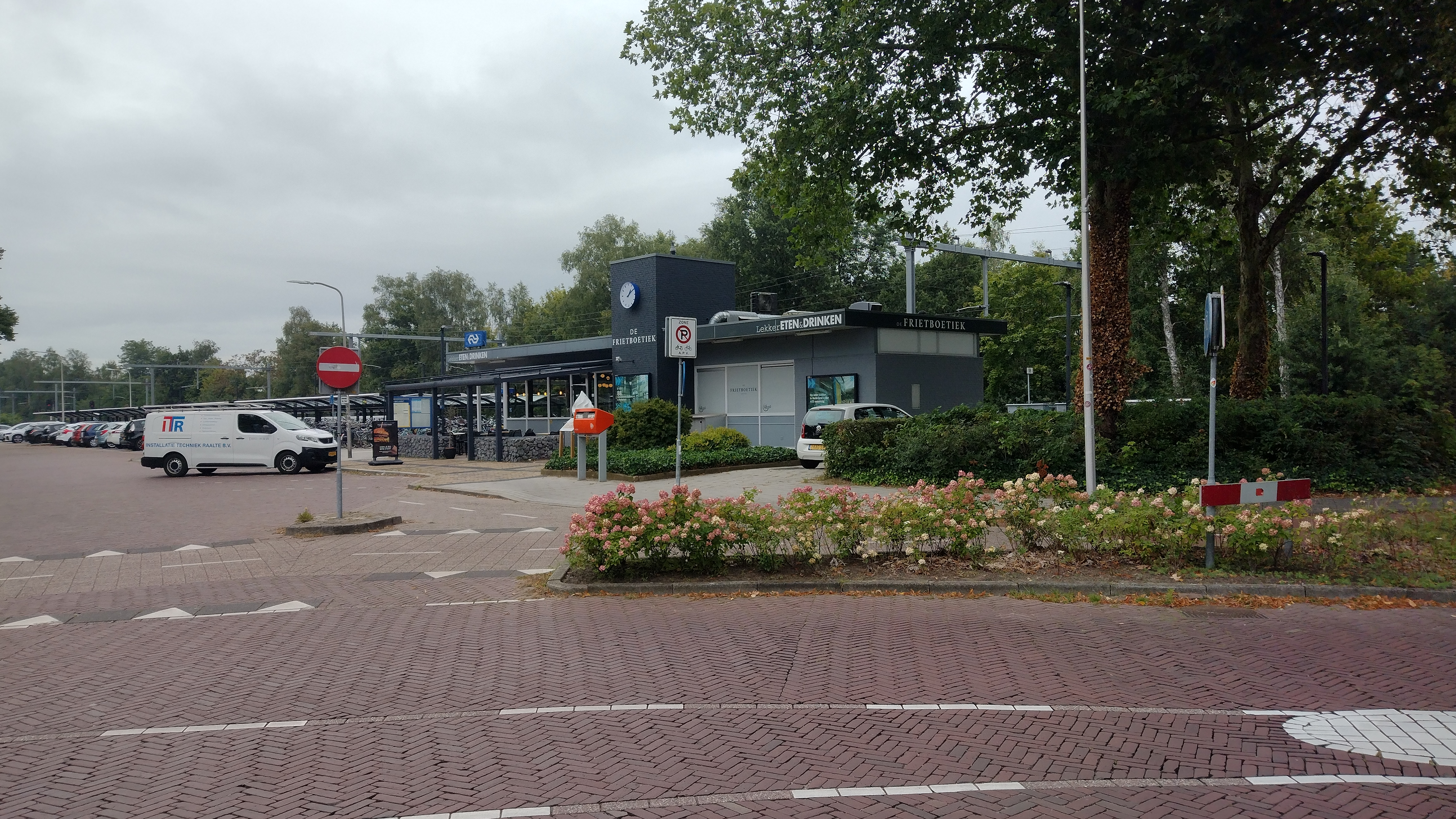
Station in 2023
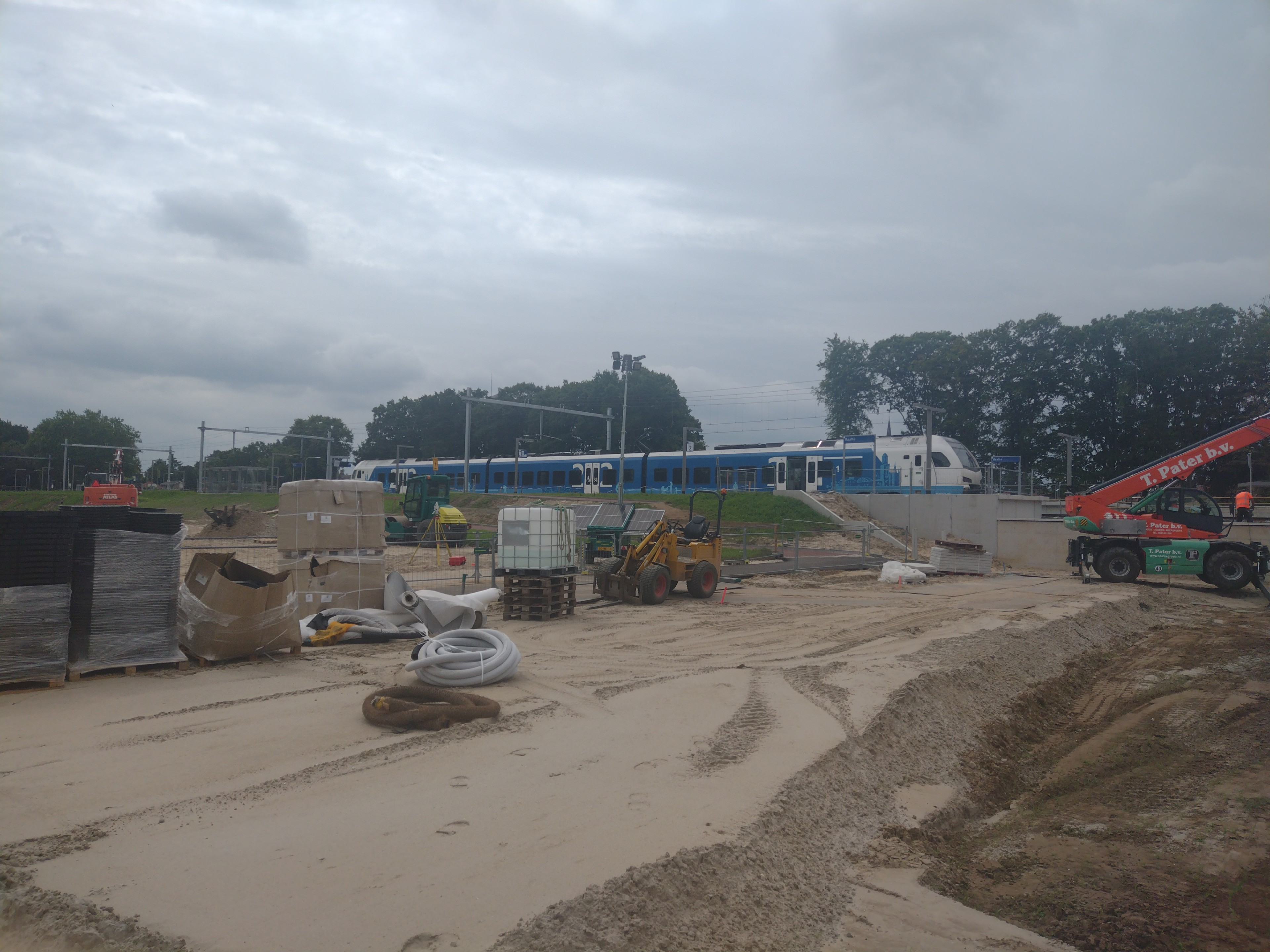
Het station in verbouwing (2025)

## Treinen
Volgens de dienstregeling 2025 stoppen de volgende treinseries van Keolis Nederland te Raalte:
| Serie       | Treinsoort         | Route                                         | Bijzonderheden                                                           |
| ----------- | ------------------ | --------------------------------------------- | ------------------------------------------------------------------------ |
| 7900 RS 23  | Sprinter (Keolis)  | Zwolle – Raalte – Almelo – Hengelo – Enschede | Onderdeel van Blauwnet                                                   |
| 17900 IC 23 | Intercity (Keolis) | Zwolle – Raalte – Almelo – Hengelo – Enschede | Onderdeel van Blauwnet. Rijdt alleen op werkdagen overdag en 1x per uur. |

Van december 2009 tot april 2013 was de spoorlijn richting Almelo onderbroken in verband met de aanleg van de Salland-Twentetunnel te Nijverdal. Van 4 maart tot 1 april 2013 was Raalte zelfs het eindstation van de trein uit Zwolle.

## Bussen
Vanaf het Stationsplein te Raalte vertrekken de volgende bussen van EBS en Arriva:
| Vervoerder | Lijn | Bestemming                     | Via             | Soort     | Frequentie                                                                            |
| ---------- | ---- | ------------------------------ | --------------- | --------- | ------------------------------------------------------------------------------------- |
| EBS        | 165  | Deventer Station               | Wesepe          | Streekbus | Op doordeweekse dagen 2× per uur, na 22:00 uur 1× per uur. In het weekend 1× per uur. |
| EBS        | 166  | Zwolle Hessenpoort             | Heino           | Streekbus | 1× per uur (rijdt alleen op doordeweekse dagen)                                       |
| Arriva     | 513  | Nijverdal Station              | Haarle          | Buurtbus  | 1× per 1.5 uur (rijdt alleen op doordeweekse dagen)                                   |
| EBS        | 516  | Olst Station                   | Heeten & Wesepe | Buurtbus  | 1× per 1.5 uur (rijdt alleen op doordeweekse dagen)                                   |
| EBS        | 518  | Lemelerveld Evenemententerrein | Luttenberg      | Buurtbus  | 1× per uur (rijdt alleen op doordeweekse dagen)                                       |
| EBS        | 563  | Wijhe Station                  | Broekland       | Buurtbus  | 1× per uur (rijdt niet 's avonds en op zondag)                                        |
| EBS        | 664  | Zwolle Rieteweg                | Heino & Lenthe  | Schoolbus | 1× per dag (richting Zwolle, rijdt alleen op schooldagen)                             |

0: Zwolle ·
7,5: Laag Zuthem ·
12,4: Heino ·
18,1: Raalte ·
25,3: Haarle ·
30,1: Nijverdal West ·
31,3: Nijverdal ·
31,7: Nijverdal ·
39,8: Wierden ·
44,8: Almelo
0,0: Deventer ·
0: Boksbergerweg ·
2: De Platvoet ·
4: Diepenveen Oost ·
5: Hoek ·
8: Eikelhof ·
9: Hiethaar ·
10: Wesepe ·
13: Pleegste ·
18: Langkamp ·
19: Raalte ·
22: Linderte ·
23: Crisman ·
26: Posthoorn ·
28: Lemelerveld ·
32: Dalmsholte ·
38: Ommen
Almelo · 
-De Riet · 
Borne · 
Daarlerveen · 
Dalfsen · 
Delden · 
Deventer · 
-Colmschate · 
Enschede · 
-De Eschmarke · 
-Kennispark · 
Glanerbrug · 
Goor · 
Gramsbergen · 
Hardenberg · 
Heino · 
Hengelo · 
-Gezondheidspark ·
-Oost · 
Holten · 
Kampen · 
-Zuid ·
Mariënberg · 
Nijverdal · 
Oldenzaal ·
Olst · 
Ommen · 
Raalte ·
Rijssen · 
Steenwijk · 
Vriezenveen · 
Vroomshoop · 
Wierden · 
Wijhe · 
Zwolle · 
-Stadshagen
Stations van de Museum Buurtspoorweg:
Haaksbergen · Zoutindustrie · Boekelo

Voormalige stations: zie de lijst van voormalige spoorwegstations in Overijssel